# Deutsche Frauen Eishockey Liga
Die Deutsche Frauen Eishockey Liga (DFEL), bis 2024 offiziell Frauen-Bundesliga, ist die höchste Eishockeyliga der Frauen in Deutschland. Sie existiert seit 1988 und wird seit der Saison 2006/07 eingleisig ausgespielt. Seit der Saison 2024/25 trägt sie den Sponsorennamen blossom-ic DFEL.

## Geschichte

### Die zweigleisige Bundesliga (1988 bis 2006)
Eingeführt wurde die 1. Bundesliga zur Saison 1988/89, nachdem zuvor nur eine Endrunde um die Deutsche Meisterschaft mit den besten Mannschaften der einzelnen Landesverbände ausgespielt worden war. Die Liga wurde zunächst in zwei Staffeln, der Nord- und der Südgruppe, ausgespielt. Nach der Hauptrunde folgte ein Abschlussturnier um die Meisterschaft.
Seit der Saison 2001/02 wurde bei den Frauen parallel zur Eishockey-Bundesliga der DEB-Pokal ausgespielt.

### Die eingleisige Bundesliga (seit 2006)

Logo der Deutschen Frauen Eishockey Liga bis 2024

Am 1. April 2006 wurde die Einführung einer eingleisigen Frauen-Bundesliga zur Saison 2006/07 von der Mehrheit der anwesenden Teilnehmer in der Sitzung beschlossen. Die aktuelle Ligenstärke beträgt sieben Vereine. Bis einschließlich der Saison 2017/18 war der Tabellenerste nach der Saison Deutscher Meister. Seitdem spielen die vier bestplatzierten Mannschaften in einem Play-off im Best-of-Three-Format den Meister aus. 
Bis 2024 wurde die Liga vom Deutschen Eishockey-Bund offiziell Frauen-Bundesliga genannt. Daneben wurde die Bezeichnung DFEL (Deutsche Frauen Eishockey Liga) eingeführt. Einige Teams trugen spätestens ab 2012 das nebenstehende Logo auf ihren Trikots. Inzwischen wird das Ligalogo von allen Mannschaften getragen. Mit der Einführung des Sponsorennamens blossom-ic DFEL zur Saison 2024/25 übernahm der DEB diese Bezeichnung auch offiziell. Im Gegensatz zur DEL bei den Männern handelt es sich nicht um eine aus dem Verband ausgegliederte Gesellschaft. Die DFEL wird weiterhin vom DEB veranstaltet.
Da der Zuschauer- und Sponsorenzuspruch der Frauen-Bundesliga sehr gering war, waren sämtliche Spielerinnen Amateure. Aufgrund der geringen Etats der Mannschaften mussten bis in die 2010er Jahre viele Spielerinnen selbst zumindest Teile ihrer Fahrtkosten übernehmen. Ab Mitte der 2010er Jahre war eine zunehmende Professionalisierung im Fraueneishockey sichtbar, was aber auch zum Rückzug von etablierten Clubs wie dem ESC Planegg führte. Zudem entwickelte sich eine zunehmende Konkurrenz auf dem Spielerinnenmarkt.

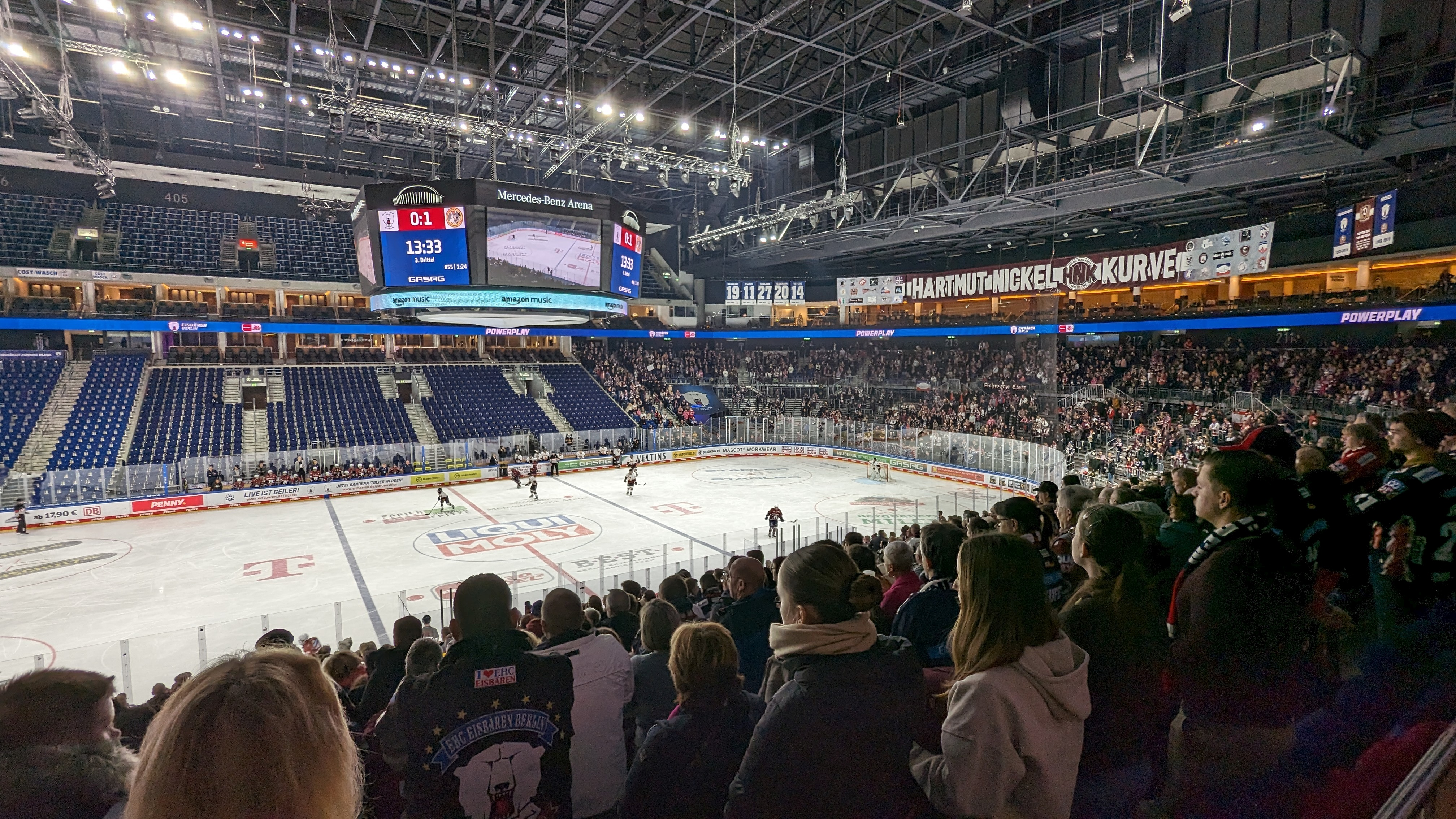
Rekord-Spiel der Eisbären Juniors Berlin gegen die Bergkamener Bären (November 2023)

In der Saison 2023/24 spielte mit den Amsterdam Tigers erstmals eine ausländische Mannschaft in der Liga, allerdings nur für ein Jahr. Seit der Folgesaison nimmt der HK Budapest teil.
Im November 2023 stellten die Eisbären Juniors Berlin einen neuen Zuschauerrekord für die Liga und im deutschen Fraueneishockey auf, als 2801 Zuschauer das Spiel gegen die EC Bergkamener Bären besuchten. Der bisherige Rekord von 2019 lag bei 1632 Zuschauern. Der aktuelle Rekord für Fraueneishockey in Deutschland wurde am 23. März 2024 im Eisstadion am Pferdeturm beim Spiel zwischen den Hannover Indians und den Kölner Haien aufgestellt. 4036 Zuschauer kamen zu einem Spiel der 2. Liga Nord.

## Bundesliga-Meister und Sieger der Endrunden
| Saison                   | Deutscher Meister                                                            | Vizemeister                                                                  | 3. Platz                  |
| ------------------------ | ---------------------------------------------------------------------------- | ---------------------------------------------------------------------------- | ------------------------- |
| Fraueneishockey-Endrunde |                                                                              |                                                                              |                           |
| 1983/84                  | IGES Reutlingen/Esslingen                                                    | EC Bergkamen                                                                 | ESV Kaufbeuren            |
| 1984/85                  | EHC Eisbären Düsseldorf                                                      | EV Füssen                                                                    | IGES Reutlingen/Esslingen |
| 1985/86                  | EHC Eisbären Düsseldorf                                                      | EC Bergkamen                                                                 | Kölner Eishockeydamen     |
| 1986/87                  | EHC Eisbären Düsseldorf                                                      | ESG Esslingen                                                                | EV Füssen                 |
| 1987/88                  | Mannheimer ERC                                                               | EHC Düsseldorf                                                               | ESG Esslingen             |
| Frauen-Bundesliga / DFEL |                                                                              |                                                                              |                           |
| 1988/89                  | EHC Düsseldorf                                                               | Mannheimer ERC                                                               | ESG Esslingen             |
| 1989/90                  | Mannheimer ERC                                                               | EHC Düsseldorf                                                               | OSC Berlin                |
| 1990/91                  | OSC Berlin                                                                   | EHC Düsseldorf                                                               | Mannheimer ERC            |
| 1991/92                  | Mannheimer ERC                                                               | EC Neuss                                                                     | EC Bergkamener Bären      |
| 1992/93                  | Neusser EC                                                                   | Mannheimer ERC                                                               | TuS Geretsried            |
| 1993/94                  | TuS Geretsried                                                               | Mannheimer ERC                                                               | EC Neuss                  |
| 1994/95                  | ESG Esslingen                                                                | DEC Tigers Königsbrunn                                                       | TuS Geretsried            |
| 1995/96                  | ESG Esslingen                                                                | TuS Wiehl                                                                    | TuS Geretsried            |
| 1996/97                  | ESG Esslingen                                                                | TuS Wiehl                                                                    | Grefrather EV             |
| 1997/98                  | ESG Esslingen                                                                | Mannheimer ERC                                                               | TuS Geretsried            |
| 1998/99                  | Mannheimer ERC                                                               | TuS Geretsried                                                               | ESC Planegg/Würmtal       |
| 1999/2000                | Mannheimer ERC                                                               | TuS Geretsried                                                               | TuS Wiehl                 |
| 2000/01                  | TV Kornwestheim                                                              | TuS Geretsried                                                               | EC Bergkamener Bären      |
| 2001/02                  | TV Kornwestheim                                                              | SC Riessersee                                                                | OSC Berlin                |
| 2002/03                  | TV Kornwestheim                                                              | OSC Berlin                                                                   | Mannheimer ERC            |
| 2003/04                  | TV Kornwestheim                                                              | OSC Berlin                                                                   | SC Riessersee             |
| 2004/05                  | EC Bergkamener Bären                                                         | TV Kornwestheim                                                              | OSC Berlin                |
| 2005/06                  | OSC Berlin                                                                   | ESC Planegg/Würmtal                                                          | TV Kornwestheim           |
| 2006/07                  | OSC Berlin                                                                   | ESC Planegg/Würmtal                                                          | SC Riessersee             |
| 2007/08                  | ESC Planegg/Würmtal                                                          | OSC Berlin                                                                   | SC Riessersee             |
| 2008/09                  | OSC Berlin                                                                   | ESC Planegg/Würmtal                                                          | EC Bergkamener Bären      |
| 2009/10                  | OSC Berlin                                                                   | ESC Planegg/Würmtal                                                          | EC Bergkamener Bären      |
| 2010/11                  | ESC Planegg/Würmtal                                                          | OSC Berlin                                                                   | EC Bergkamener Bären      |
| 2011/12                  | ESC Planegg/Würmtal                                                          | ECDC Memmingen                                                               | EC Bergkamener Bären      |
| 2012/13                  | ESC Planegg/Würmtal                                                          | ECDC Memmingen                                                               | OSC Berlin                |
| 2013/14                  | ESC Planegg/Würmtal                                                          | OSC Berlin                                                                   | ECDC Memmingen            |
| 2014/15                  | ESC Planegg/Würmtal                                                          | ECDC Memmingen                                                               | ERC Ingolstadt            |
| 2015/16                  | ECDC Memmingen                                                               | ESC Planegg/Würmtal                                                          | ERC Ingolstadt            |
| 2016/17                  | ESC Planegg/Würmtal                                                          | ERC Ingolstadt                                                               | ECDC Memmingen            |
| 2017/18                  | ECDC Memmingen                                                               | ESC Planegg/Würmtal                                                          | ERC Ingolstadt            |
| 2018/19                  | ECDC Memmingen                                                               | ESC Planegg/Würmtal                                                          | kein 3. Platz ausgespielt |
| 2019/201                 | Meistertitel nicht vergeben, Finalisten: ECDC Memmingen, ESC Planegg/Würmtal | Meistertitel nicht vergeben, Finalisten: ECDC Memmingen, ESC Planegg/Würmtal | kein 3. Platz ausgespielt |
| 2020/21                  | ESC Planegg/Würmtal                                                          | Eisbären Juniors Berlin                                                      | ERC Ingolstadt            |
| 2021/22                  | ERC Ingolstadt                                                               | ECDC Memmingen                                                               | kein 3. Platz ausgespielt |
| 2022/23                  | ECDC Memmingen                                                               | Mad Dogs Mannheim                                                            | kein 3. Platz ausgespielt |
| 2023/24                  | ECDC Memmingen                                                               | ERC Ingolstadt                                                               | kein 3. Platz ausgespielt |
| 2024/25                  | ECDC Memmingen                                                               | HK Budapest                                                                  | kein 3. Platz ausgespielt |

| Medaillenspiegel        |              |                |                |
| Verein                  | Goldmedaille | Silbermedaille | Bronzemedaille |
| ESC Planegg/Würmtal     | 8            | 7              | 1              |
| ECDC Memmingen          | 6            | 4              | 2              |
| OSC Berlin              | 5            | 5              | 4              |
| Mannheimer ERC          | 5            | 4              | 2              |
| ESG Esslingen1          | 5            | 1              | 3              |
| EHC Eisbären Düsseldorf | 4            | 3              | 0              |
| TV Kornwestheim         | 4            | 1              | 1              |
| TuS Geretsried          | 1            | 3              | 4              |
| EC Bergkamener Bären    | 1            | 2              | 6              |
| ERC Ingolstadt          | 1            | 2              | 4              |
| Neusser EC              | 1            | 1              | 1              |
| TuS Wiehl               | 0            | 2              | 1              |
| SC Riessersee           | 0            | 1              | 3              |
| EV Füssen               | 0            | 1              | 1              |
| DEC Tigers Königsbrunn  | 0            | 1              | 0              |
| Eisbären Juniors Berlin | 0            | 1              | 0              |
| HK Budapest             | 0            | 1              | 0              |
| Mad Dogs Mannheim       | 0            | 1              | 0              |
| ESV Kaufbeuren          | 0            | 0              | 1              |
| Kölner Eishockeydamen   | 0            | 0              | 1              |
| Grefrather EV           | 0            | 0              | 1              |